# Wheatus
Wheatus ist eine US-amerikanische Pop-Rock-Band aus Long Island, New York. Ihr bekanntester Song ist Teenage Dirtbag aus dem Jahre 2000.

## Geschichte
Wheatus wurde von Sänger und Gitarrist Brendan B. Brown 1998 gegründet. Zusammen mit seinem Bruder Pete Brown (Schlagzeug) und Rich Leigey (Bass) spielte er das Album Wheatus (2000) ein, für das er die meisten Stücke selbst komponiert hatte.
Ihr größter Hit war das Lied Teenage Dirtbag, Titellied des Films Loser – Auch Verlierer haben Glück, das sich in den Jahren 2000 und 2001 weltweit erfolgreich in den Charts platzierte. Die folgende Single A Little Respect (ein Cover von Erasure) war bereits weniger erfolgreich. Komplett ohne Chartplatzierung in Deutschland blieb die Doppel-A-Seite Leroy / Wannabe Gangstar. 
Durch Verstimmungen zwischen ihrem Plattenlabel und der Band (Brendan Brown wollte das Album selbst produzieren) verkaufte sich das zweite Album Hand over your loved ones ohne Promotion sehr schlecht, die Single American in Amsterdam erreichte in den USA nicht einmal die Top 100. Auch die darauffolgenden Veröffentlichungen konnten keine nennenswerten Erfolge erzielen, sodass die Band ein One-Hit-Wonder blieb.
Das zweite Album wurde 2005 neu veröffentlicht (Titel nun: Suck Fony, Label Montauk Mantis) sowie zwei neue Songs eingespielt. Jedoch ist dieses Album außerhalb Großbritanniens nur online erhältlich.
Im Oktober 2005 brachte die Band ihr viertes Album Too Soon Monsoon heraus, das von Brendan Brown selbst geschrieben und produziert wurde, wobei er nahezu alle Kosten aus eigener Tasche bezahlte. 2006 verließen Drummer Pete Brown und Backgroundsängerin Kathryn Froggate die Band, um ihre eigene zu gründen.

## Diskografie

### Studioalben
| Jahr | Titel                                 | Höchstplatzierung, Gesamtwochen, AuszeichnungChartplatzierungen (Jahr, Titel, Platzierungen, Wochen, Auszeichnungen, Anmerkungen) | Höchstplatzierung, Gesamtwochen, AuszeichnungChartplatzierungen (Jahr, Titel, Platzierungen, Wochen, Auszeichnungen, Anmerkungen) | Höchstplatzierung, Gesamtwochen, AuszeichnungChartplatzierungen (Jahr, Titel, Platzierungen, Wochen, Auszeichnungen, Anmerkungen) | Höchstplatzierung, Gesamtwochen, AuszeichnungChartplatzierungen (Jahr, Titel, Platzierungen, Wochen, Auszeichnungen, Anmerkungen) | Höchstplatzierung, Gesamtwochen, AuszeichnungChartplatzierungen (Jahr, Titel, Platzierungen, Wochen, Auszeichnungen, Anmerkungen) | Anmerkungen                                                 |
| Jahr | Titel                                 | DE | AT | CH | UK | US | Anmerkungen                                                 |
| ---- | ------------------------------------- | --- | --- | --- | --- | --- | ----------------------------------------------------------- |
| 2000 | Wheatus                               | DE13 (27 Wo.)DE | AT7 (26 Wo.)AT | CH22 (20 Wo.)CH | UK7 Platin · (34 Wo.)UK | US76 (9 Wo.)US | Erstveröffentlichung: 15. August 2000 Verkäufe: + 5.000.000 |
| 2003 | Hand Over Your Loved Ones / Suck Fony | — | — | — | — | — | Erstveröffentlichung: 8. September 2003 / 14. Februar 2005  |
| 2005 | Too Soon Monsoon                      | — | — | — | — | — | Erstveröffentlichung: 18. Oktober 2005                      |
| 2012 | Pop, Songs & Death                    | — | — | — | — | — | Erstveröffentlichung: 13. November 2012                     |
| 2013 | The Valentine LP                      | — | — | — | — | — | Erstveröffentlichung: 2. August 2013                        |

### EPs
- 2004: Lemonade
- 2004: Live at XM
- 2009: The Lightning
- 2010: The Jupiter
- 2023: Just a Dirtbag Christmas

### Singles
| Jahr | Titel Album                                                 | Höchstplatzierung, Gesamtwochen, AuszeichnungChartplatzierungen (Jahr, Titel, Album, Platzierungen, Wochen, Auszeichnungen, Anmerkungen) | Höchstplatzierung, Gesamtwochen, AuszeichnungChartplatzierungen (Jahr, Titel, Album, Platzierungen, Wochen, Auszeichnungen, Anmerkungen) | Höchstplatzierung, Gesamtwochen, AuszeichnungChartplatzierungen (Jahr, Titel, Album, Platzierungen, Wochen, Auszeichnungen, Anmerkungen) | Höchstplatzierung, Gesamtwochen, AuszeichnungChartplatzierungen (Jahr, Titel, Album, Platzierungen, Wochen, Auszeichnungen, Anmerkungen) | Anmerkungen                                               |
| Jahr | Titel Album                                                 | DE | AT | CH | UK | Anmerkungen                                               |
| ---- | ----------------------------------------------------------- | --- | --- | --- | --- | --------------------------------------------------------- |
| 2000 | Teenage Dirtbag Wheatus                                     | DE2 ×3Dreifachgold · (25 Wo.)DE | AT1 Platin · (19 Wo.)AT | CH3 Gold · (25 Wo.)CH | UK2 ×4Vierfachplatin · (45 Wo.)UK | Erstveröffentlichung: 17. Juli 2000 Verkäufe: + 5.000.000 |
| 2001 | A Little Respect Wheatus                                    | DE32 (9 Wo.)DE | AT19 (15 Wo.)AT | CH84 (7 Wo.)CH | UK3 Silber · (15 Wo.)UK | Erstveröffentlichung: 9. Juli 2001 Verkäufe: + 200.000    |
| 2001 | Wannabe Gangstar / Leroy Wheatus                            | — | — | — | UK22 (8 Wo.)UK | Erstveröffentlichung: 22. Januar 2002                     |
| 2003 | American in Amsterdam Hand Over Your Loved Ones / Suck Fony | — | — | — | UK59 (1 Wo.)UK | Erstveröffentlichung: 2003                                |

Weitere Singles
- 2005: William McGovern
- 2005: BMX Bandits
- 2006: The London Sun
- 2011: The Story of the Eggs
- 2012: Lemonade
- 2014: Only You
- 2014: Holiday
- 2016: Tipsy
- 2018: Lullaby
- 2023: Break It Don't Buy It

## Auszeichnungen für Musikverkäufe
| Goldene Schallplatte - Dänemark - 2001: für die Single Teenage Dirtbag (Physisch) - 2023: für die Single Teenage Dirtbag (Digital) - Norwegen - 2001: für die Single Teenage Dirtbag Platin-Schallplatte - Belgien - 2001: für die Single Teenage Dirtbag - Neuseeland - 2002: für das Album Wheatus - Schweden - 2001: für die Single Teenage Dirtbag | 3× Platin-Schallplatte - Australien - 2001: für die Single Teenage Dirtbag 4× Platin-Schallplatte - Neuseeland - 2025: für die Single Teenage Dirtbag |

Anmerkung: Auszeichnungen in Ländern aus den Charttabellen bzw. Chartboxen sind in ebendiesen zu finden.
| Land/RegionAuszeichnungen für Musikverkäufe (Land/Region, Auszeichnungen, Verkäufe, Quellen) | Silber  | Gold     | Platin       | Verkäufe  | Quellen                                                    |
| -------------------------------------------------------------------------------------------- | ------- | -------- | ------------ | --------- | ---------------------------------------------------------- |
| Australien (ARIA)                                                                            | —       | —        | 3× Platin3   | 210.000   | aria.com.au                                                |
| Belgien (BRMA)                                                                               | —       | —        | Platin1      | 50.000    | ultratop.be                                                |
| Dänemark (IFPI)                                                                              | —       | 2× Gold2 | —            | 55.000    | ifpi.dk musik.org                                          |
| Deutschland (BVMI)                                                                           | —       | Gold1    | Platin1      | 900.000   | musikindustrie.de                                          |
| Neuseeland (RMNZ)                                                                            | —       | —        | 5× Platin5   | 135.000   | radioscope.co.nz                                           |
| Norwegen (IFPI)                                                                              | —       | Gold1    | —            | 10.000    | ifpi.no (Memento vom 5. November 2012 im Internet Archive) |
| Österreich (IFPI)                                                                            | —       | —        | Platin1      | 40.000    | ifpi.at                                                    |
| Schweden (IFPI)                                                                              | —       | —        | Platin1      | 30.000    | sverigetopplistan.se                                       |
| Schweiz (IFPI)                                                                               | —       | Gold1    | —            | 20.000    | hitparade.ch                                               |
| Vereinigtes Königreich (BPI)                                                                 | Silber1 | —        | 5× Platin5   | 2.760.000 | bpi.co.uk                                                  |
| Insgesamt                                                                                    | Silber1 | 5× Gold5 | 17× Platin17 |           |                                                            |